# Emma García Valdivieso
Emma García Valdivieso (Ordizia, 8 de juny de 1973) és una presentadora de televisió basca.

## Biografia
Va estudiar periodisme a la Universitat del País Basc i va començar la seva carrera en el Diario de Noticias de Navarra. Després de treballar per a una cadena local a Sant Sebastià, va passar a ETB2, on va consagrar la seva carrera de presentadora.
El 2002 va començar a treballar com a presentadora en Telecinco, amb el programa A tu lado, magazín que va durar fins a 2007 i amb el qual va aconseguir ser una de les principals presentadores de la cadena. Aquest mateix any va presentar el programa ¡Clever!, les tardes dels diumenges a Telecinco. El 2008 i 2010 es va fer càrrec de Supervivientes: El Debate. Més tard, va començar a presentar El juego de tu vida, programa que va durar fins a 2010. Des d'aquest mateix any i fins a 2017 presenta diàriament el programa de cites Mujeres y hombres y viceversa, programa amb el qual s'ha consagrat a Mediaset España.
Els seus següents treballs han estat com a presentadora de Nada es igual (2012), Materia reservada (2013), Abre los ojos... y mira (2012-2013) i Ex, ¿qué harías por tus hijos? (2014). Des de gener de 2017 s'encarregarà de presentar els programes GH VIP: El Debate i GH VIP: Límite 48 horas en horari de màxima audiència els dimarts de Telecinco.

## Trajectòria

### Etapa ETB
- El submarino amarillo a ETB 2.
- Mejor imposible a ETB 2.
- Abre los ojos a ETB 2.
- Ésta es mi gente (2001-2002) a ETB 2.

### Etapa Mediaset España
- A tu lado (2002-2007) a Telecinco.
- ¡Clever! (2007) a Telecinco.
- El juego de tu vida (2008-2010) a Telecinco i La Siete
- Mujeres y hombres y viceversa (2008-2017) a Telecinco.
- Nada es igual (2012) a Telecinco.
- Materia reservada (2013) a Telecinco.
- Abre los ojos... y mira (2012-2013) a Telecinco.
- Ex, ¿qué harías por tus hijos? (2014) a Telecinco.
- GH VIP: Límite 48 horas (2017-actualitat) a Telecinco.

### Programes especials
- Gala Miss España 2005 a Telecinco.
- Gala Miss España 2008 a Telecinco.
- Debat de Supervivientes (2008, 2010) a Telecinco.
- Mujeres y Hombres Oro (2010) a Telecinco.
- La noche de los sueños (2010) a Telecinco.
- La noche de Carmina (2012) a Telecinco.
- Sofía, el corazón de la Familia Real (2013) a Telecinco.

## Premis i nominacions
Ha estat premiada en dues ocasions amb el TP d'Or com a millor presentadora.
| Premis         | Any  | Categoria                        | Programa  | Resultat   |
| -------------- | ---- | -------------------------------- | --------- | ---------- |
| Premis TP d'Or | 2004 | Millor presentador/a de magazíns | A tu lado | Nominada   |
| Premis TP d'Or | 2003 | Millor presentadora              | A tu lado | Guanyadora |
| Premis TP d'Or | 2002 | Millor presentadora              | A tu lado | Guanyadora |